# Angels of Light
Angels of Light – amerykański zespół rockowy, założony w 1997 roku w Nowym Jorku przez Michaela Girę, który był jego liderem i jedynym stałym członkiem. Przez zespół przewinęło się kilkudziesięciu muzyków, z których kilku wcześniej było członkami zespołu Swans, rozwiązanego przez Girę w 1997 roku. W 2009 roku Gira zawiesił działalność zespołu.

## Historia zespołu
W 1997 roku, po zakończonej trasie koncertowej Michael Gira rozwiązał zespół Swans. Bezpośrednio po tym powołał do życia zespoli Angels of Light, ugrupowanie muzyków, z których wielu współpracowało przedtem ze Swans. Byli wśród nich tacy muzycy jak: Bill Rieflin, Phil Puleo, Larry Mullins i Kurt Ralske. Pierwszy album Angels of Light, New Mother, z 1999 roku, łączył elementy muzyki folkowej z upodobaniem do ballad o tematyce kryminalnej i mrocznych krajobrazów dźwiękowych. Album spotkał się z dużym uznaniem, a wkrótce potem zespół udał się w trasę koncertową, w której wzięło udział prawie dziesięć osób. Drugi album zespołu, How I Loved You, okazał się jednym ze szczytowych osiągnięć w karierze Giry. Po serii koncertów Angels of Light wydali w 2002 roku album koncertowy We Were Alive!, a w 2003 roku album studyjny Everything Is Good Here/Please Come Home. Do najważniejszych pozycji w dyskografii Young God Records należy również wydany w 2005 roku wspólny album Angels of Light i Akron / Family, Akron/Family & Angels of Light. W 2009 roku Gira zawiesił działalność Angels of Light, czując się znużony pracą nad tym projektem. W styczniu 2010 roku reaktywował zespół Swans.

## Dyskografia
Zestawienie na podstawie Discogs:

### Albumy
- New Mother (1999)
- How I Loved You (2001)
- We Were Alive! (2002; album koncertowy)
- Everything Is Good Here/Please Come Home (2003)
- The Angels of Light Sing 'Other People' (2005)
- Akron/Family & Angels of Light (2005) – split album z Akron / Family.
- We Are Him (2007)

Wszystkie albumy wydała wytwórnia Young God Records.

### Single
- „Praise Your Name” (1999)